# رگ‌یابی (رمان)
رگ‌یابی (Trainspotting) اولین رمان نویسنده اسکاتلندی اروین ولش است که اولین بار در سال ۱۹۹۳ منتشر شد. این کتاب به‌شکل مجموعه‌ای از داستان‌های کوتاه است که به زبان اسکاتلندی، انگلیسی اسکاتلندی یا انگلیسی بریتانیایی نوشته‌شده و حول زندگی اهالی ادینبرو می‌چرخد که یا هروئین مصرف می‌کنند، یا از دوستان مصرف‌کنندگان هروئین هستند، یا درگیر کارهای مخربی هستند که اعتیاد به شمار می‌آیند. داستان این رمان در اواخر دهه ۱۹۸۰ می‌گذرد  و توسط ساندی تایمز به عنوان  «ندای پانکی که بزرگ، عاقل‌تر و فصیح‌تر شده» توصیف شده‌است. 
این رمان از آن زمان به جایگاهی کالتی دست یافته است و نیز اساس فیلم رگ‌یابی (۱۹۹۶) به کارگردانی دنی بویل بوده‌است.